# Seuneubok Buya
Seuneubok Buya is een bestuurslaag in het regentschap Aceh Timur van de provincie Atjeh, Indonesië. Seuneubok Buya telt 762 inwoners (volkstelling 2010).